# Inno nazionale della Jugoslavia (1919)
L'inno nazionale della Jugoslavia monarchica, in vigore dal 1919 (fino come al 1929 come inno del Regno dei Serbi, Croati e Sloveni) al 1941 è noto in serbo e croato come Himna Srba, Hrvata i Slovenaca, in sloveno come Himna Srbov, Hrvatov in Slovencev, in macedone come Himna na Srbite, Hrvatite i Slovencite. Nacque dall'unione degli inni delle nazioni che costituivano il regno (Serbia, Croazia e Slovenia). Fu ufficialmente inno nazionale jugoslavo dal 1919 al 1941. All'avvento della Jugoslavia federale fu adottato al suo posto Hej, Sloveni.
La composizione conteneva quattro strofe, la prima e l'ultima erano tratte dall'inno serbo Bože Pravde (Dio della Giustizia), la seconda dall'inno croato Lijepa naša domovino (La nostra bella Patria), mentre la terza strofa dall'inno storico sloveno (inno ufficiale delle Forze Armate della Repubblica di Slovenia) Naprej zastava slave (Vai avanti, bandiera della Gloria).
Il testo fu scritto da Jovan Ðorđević, Antun Mihanović e da Simon Jenko, mentre la musica fu arrangiata da Davorin Jenko e Josip Runjanin.

## Testo ufficiale
Bože pravde, ti što spase,

od propasti do sad nas,

čuj i od sad naše glase,

i od sad nam budi spas!
Lijepa naša domovino, 

Oj junačka zemljo mila, 

stare slave djedovino, 

da bi vazda sretna bila!
Naprej zastava slave,

Na boj junaška kri!

Za blagor očetnjave

Naj puška govori!
Bože spasi, Bože hrani

Našeg Kralja i naš rod!

Kralja Petra, Bože hrani,

moli ti se sav naš rod.